# Dialogues d'exilés
Dialogues d'exilés (Flüchtlingsgespräche en allemand) est un texte écrit par Bertolt Brecht publié de manière posthume à Berlin en 1961. Il a commencé son écriture en 1940 au cours de son exil en Finlande et l'acheva aux États-Unis. Il met en scène la rencontre de deux exilés au buffet d'une gare : Kalle, un ouvrier et Ziffel, un physicien. Autour de bières, une conversation philosophique s'installe.
Ce texte est traduit en français pour les éditions de l'Arche par Jean Baudrillard et Gilbert Badia. Cette traduction a été mise en scène et est très régulièrement jouée en France. En 2005, en clin d'œil à Brecht,  Jean Baudrillard et Enrique Valiente Noailles intitulent le livre qui reprend leur conversation Les Exilés du dialogue.

## Citation
« Le passeport est la partie la plus noble de l'homme. D'ailleurs un passeport ne se fabrique pas aussi simplement qu'un homme. On peut faire un homme n'importe où, le plus étourdiment du monde et sans motif raisonnable : Un passeport, jamais. Aussi reconnait-on la valeur d'un bon passeport, tandis que la valeur d'un homme, si grande soit elle, n'est pas forcément reconnue. »

## Mises en scène
Quelques mises en scène en langue française :
- 6 avril 1968 à Bourges, Comédie de Bourges, mise en scène Guy Lauzin
- 26 novembre 1968 à Paris, Théâtre des Mathurins, mise en scène Tania Balachova
- 1986 à Caen, Comédie de Caen, mise en scène Jean-Yves Lazennec
- 4 novembre 1989 à Paris, Théâtre Le Lucernaire, mise en scène Georges Vitaly
- 10 mars 2008 à Saint-Denis, Théâtre Gérard-Philipe, mise en scène Valentin Rossier
- 2015 à Amiens, Paris (Lucernaire) et en tournée (150 représentation au 13 mai 2016), Compagnie du Berger, mise en scène Oliver Mellor.